# پتار پتروف (ورزشکار)
پتار پتروف (بلغاری: Петър Петров؛ زادهٔ ۱۷ فوریهٔ ۱۹۵۵) ورزشکار دو و میدانی اهل بلغارستان است.